# 公辨法親王
公辨法親王（1669年9月16日—1716年6月6日），號脩禮、玄堂，俗名秀憲，幼名貴宮，是江戶時代中期皇族及僧人。父母是後西天皇和梅小路定子。出家後，受親王宣下為法親王。
他兼任日光山毘沙門堂門跡（東照宮、輪王寺門跡）、東叡山寬永寺貫首、東叡山輪王寺門跡、比叡山延曆寺天台座主，其位階為一品、准三宮，法號大明院。

## 略歷
- 寬文九年（1669年）　出生。
- 延寶二年（1674年）　進入護法山出雲寺（毘沙門堂門跡），由門主公海為他受戒。
- 延寶6年（1678年）　受親王宣下7日後出家得度，稱法親王。
- 天和二年（1682年）、敘位二品位。
- 元祿三年（1690年）　就任輪王寺門跡。
- 元祿五年（1692年）　一身阿闍梨及在東叡山受灌頂。
- 元祿六年（1693年）　敘位一品，就任天台座主，聽牛車。
- 寶永四年（1707年）　受准三宮。
- 正德五年（1715年）　辭任所有職務諸職，隱居於毘沙門堂。
- 正徳6年（1716年）　去世，葬在毘沙門堂。

## 事跡
公辨為天台教學整備編寫了論議書，準備勸學寮的振興，並命令人編寫《台宗二百題》，成為現今研究的基礎文獻。同時他亦鎮壓被認為邪教的真言立川流。

## 元祿赤穗事件相關軼事
元祿十五年（1702年）起發生了元祿赤穗事件，而公辨是令5代將軍德川綱吉下令要赤穗浪士切腹的關鍵人物，內容記載在《德川實紀》中。
最初將軍綱吉傾向於赦免赤穗浪士，然而這樣等於承認自己原來在淺野內匠頭的處置問題上不公，於是想借皇族出面恩赦。綱吉拜訪了常駐在上野寬永寺的輪王寺門主公辨法親王，請法親王批准恩赦赤穗浪士。然而法親王說：「繼承主君遺志確為忠義之事。但是如果現在放過他們，將來他們當中有人做了壞事，就給這次義挙增加了瑕疵。所以現在讓他們一死，於後世反而留下佳話。有時候讓人死去也是一種慈悲」。將軍綱吉聽了這話，決定讓赤穗浪士切腹。
| 宗教頭銜          | 宗教頭銜                                                                            | 宗教頭銜          |
| ----------------- | ----------------------------------------------------------------------------------- | ----------------- |
| 前任： 天真法親王 | 毘沙門堂門跡 第31世                                                                 | 繼任： 公寬法親王 |
| 前任： 天真法親王 | 輪王寺門跡 第57世                                                                   | 繼任： 公寬法親王 |
| 前任： 天真法親王 | 寬永寺門跡 第5世                                                                    | 繼任： 公寬法親王 |
| 前任： 堯恕法親王 | 天台座主 第188世 1693年7月11日－1693年11月15日 第190世 1707年7月2日－1707年12月12日 | 繼任： 堯延法親王 |
| 前任： 堯延法親王 | 天台座主 第188世 1693年7月11日－1693年11月15日 第190世 1707年7月2日－1707年12月12日 | 繼任： 堯延法親王 |